# Difilobotrij
Difilobotrij (znanstveno ime Diphyllobothrium) je rod trakulj, ki parazitira v živalih (predvsem v ribah in sesalcih) in ljudeh. Pri človeku povzroča difilobotriozo, perniciozni anemiji podobno bolezen. Prebiva predvsem na območjih z jezeri, kjer se ribe uživajo surove ali premalo kuhane.

## Zgodovina
Okužbe z difilobotriji so se pojavljale skozi zgodovino pri skupinah ljudi, ki so se prehranjevale z ribami, še posebej pri tistih s surovimi ali malo kuhanimi ribami. V 70-ih letih dvajsetega stoletja je bila večina primerov difilobotriaze prisotna v Evropi (okoli 5 milijonov) in Severni Ameriki (okoli 4 milijone), v Afriki in Avstraliji pa je bil delež znatno manjši.
Kljub relativno majhnemu številu primerov v Južni Ameriki izhajajo najstarejši arheološki dokazi prav iz tega območja; dokazi so bili najdeni pri človeških ostankih na zahodni obali Južne Amerike, starih od 4.000 do 10.000 let. Difilobotriaza je bila torej v človeških populacijah endemsko prisotna že dolgo časa. Zaradi sprememb v prehranjevalnih navadah so bili novi primeri okužb odkriti na prej neproblematičnih območjih, kot je npr. Brazilija. V tem smislu predstavlja difilobotriaza porajajočo se nalezljivo bolezen na določenih predelih sveta, kjer se jedi s surovimi ali malo kuhanimi ribami šele uvajajo.

## Epidemiologija
Ogrožene skupine ljudi so predvsem tiste, ki so tradicionalno v stiku s svežimi ribami, kot so ribiči in ženske, ki pripravljajo tovrstne jedi. Surove ali malo kuhane ribe so prisotne v mnogih kuhinjah v različnih državah, npr. na Japonskem (suši), v Italiji (carpaccio di persico), državah Latinske Amerike (ceviche), francosko govorečih državah (tartare maison) in Skandinaviji (marinirana sled). Z emigracijo in globalizacijo so se tovrstne jedi razširile na različna nova območja, s tem pa so se pojavila nova žarišča endemičnih okužb.

## Telesne značilnosti in razvojni krog
Odrasle trakulje lahko okužijo človeka in različne sesalce, npr. pse, mačke in medvede, ki predstavljajo končnega gostitelja. Slednji izločajo nezrela jajčeca, imenovana koracidiji, na prosto preko iztrebkov (fecesa). Ta jajčeca zaužijejo sladkovodni rakci (npr. rod Cyclops), ki predstavljajo prvega vmesnega gostitelja. V njih se jajčeca razvijejo v procerkoidne ličinke (larve). Ko rakce zaužije primeren drugi vmesni gostitelj, ki je navadno majhna sladkovodna riba, se ličinke sprostijo iz rakcev in potujejo (migrirajo) v meso ribe, kjer se razvijejo v plerocerkoidne ličinke (sparganum); le-te so kužne za končnega gostitelja.
Ljudje se v splošnem ne prehranjujejo z majhnimi ribami, zato te ne predstavljajo pomembnega vira okužbe. Kljub temu lahko omenjene ribe zaužijejo večji plenilci, kot so postrvi, v katerih potujejo ličinke v mišičje. Te ribe nato zaužijejo sesalci in ljudje, v katerih se plerocerkoidne ličinke razvijejo v odrasle trakulje in se naselijo v tankem črevesu. Na sluznico se pritrdijo s pomočjo štirih seskov na glavici (skoleksu). Odrasli primerki lahko zrastejo več kot 10 m v dolžino in nekatere vrste, kot je D. latum, imajo lahko več kot 3.000 odrivkov (proglotid), ki imajo obliko traku. Odrivki začnejo izločati značilna, z migetalkami obdana prosto plavajoča nezrela jajčeca (koracidije); ena trakulja lahko izloči tudi do milijon jajčec na dan. Jajčeca se izločijo z iztrebki, življenjski krog pa se tako zopet ponovi. En ali več odrivkov se sicer pogosto odcepi od glavnega telesa in se izloči z iztrebkom.
Inkubacijsko obdobje pri človeku, po katerem se jajčeca začnejo pojavljati v iztrebku, traja navadno oz. v povprečju od 4 do 6 tednov, sicer pa se trajanje razteza od dveh tednov do dveh let. Največja življenjska doba trakulje znaša 20 let.

## Klinični simptomi in znaki
Simptomi in znaki difilobotriaze so navadno blagi, in vključujejo drisko (diarejo), bolečino v trebuhu, bruhanje, izgubo teže, slabost, zaprtje (konstipacijo) in neugodno počutje. V približno štirih od petih primerov poteka bolezen asimptomatsko oz. subklinično, znaki pa se lahko pojavijo šele po nekaj letih. V manjšem deležu primerov vodi okužba do pomanjkanja vitamina B12 (kobalamina), saj zajedavec (parazit) absorbira več kot 80 % celotnega vnosa vitamina, kar vodi v megaloblastno anemijo, ki pa se je ne more razlikovati od perniciozne anemije. Pomanjkanje vitamina B12 lahko vodi tudi do nevroloških simptomov zaradi demielinizacije, ki pa se pojavijo šele po nekaj letih, saj ob minimalni porabi zaloge vitamina zadostujejo za nekaj let.

## Diagnoza in zdravljenje
Diagnozo okužbe se običajno opravi z odkritjem odrivkov ali značilnih jajčec v iztrebku. Te preproste metode omogočajo določitev zajedavca na ravni rodu, kar je v klinični praksi navadno zadostno. V primeru, ko je potrebna določitev vrste (npr. pri epidemioloških študijah), se uporabi zapletenejše metode določevanja, npr. PCR (verižna reakcija s polimerazo).
Po diagnozi je zdravljenje dokaj enostavno in učinkovito. Zdravilo izbora je prazikvantel, alternativo pa predstavlja niklozamid. Gastrografin, kontrastno sredstvo, predstavlja zanimivo diagnostično orodje in zdravilno sredstvo, saj poleg obarvanja zajedavca lahko povzroči tudi odcepitev glavice zajedavca od sluznice črevesa, s čimer se izloči celotno telo z iztrebkom.

## Preventiva
Najučinkovitejše metode preprečevanja okužb vključujejo preprečevanje kontaminacije vode preko osveščanja ljudi in zagotavljanja osnovne higiene (še posebej v rekreacijskih vodnih površinah), presejalni testi in zdravljenje ljudi ter preprečevanje okužb preko zaužitja surovih rib (npr. pravilna priprava jedi). Ribe, ki so temeljito skuhane ali zmrznjene na -10 °C vsaj en dan ali dva, se lahko zaužije brez strahu pred morebitno okužbo.